# Грэм, Кэтрин
Кэтрин Мейер Грэм (англ. Katharine Meyer Graham; 16 июня 1917[…], Нью-Йорк, Нью-Йорк — 17 июля 2001[…], Бойсе) — американская издательница. Руководила газетой The Washington Post более двух десятилетий, в том числе в период Уотергейтского скандала, который привёл к отставке президента США Ричарда Никсона.
Её мемуары «Личная история» получили Пулитцеровскую премию 1998 года.

## Детство и юность
Родилась в 1917 году в очень богатой семье в Нью-Йорке. Её отец Юджин Мейер был финансистом, некоторое время занимавшим пост председателя Федеральной резервной системы.
Он приобрёл обанкротившуюся газету The Washington Post в 1933 году на аукционе.
Её мать была представительницей американской богемы, интересовалась и искусством и выступала политическим активистом Республиканской партии США. Она дружила с такими людьми, как Огюст Роден, Мария Склодовская-Кюри, Томас Манн, Альберт Эйнштейн, Элеонора Рузвельт, Джон Дьюи.
Отец Кэтрин имел еврейское происхождение, был выходцем из Эльзаса, мать была лютеранкой, родители которой были немецкими иммигрантами. Вместе с четырьмя братьями и сёстрами, Кэтрин была крещена как лютеранка, но посещала Епископальную церковь.
Родители Мейер владели несколькими домами по всей стране, но в основном жили на два дома — в настоящем «замке» в большом имении у горы Киско, штат Нью-Йорк, и особняке в Вашингтоне, округ Колумбия. Они много путешествовали и вели активную социальную жизнь. В большей степени Кэтрин воспитывали няни, гувернантки и воспитатели.
Мейер была выпускницей школы Мадейра (которой её отец подарил много земли) и посещала колледж Вассара Чикагского университета.
После окончания университета в течение недолгого времени она работала в одной из газет Сан-Франциско.

## Личная жизнь
5 июня 1940 года она вышла замуж за Филиппа Грэма, выпускника Гарвардского юридического факультета. Венчание было проведено по лютеранскому обряду. В браке родились дочь Лалли Уэймут (1943) и трое сыновей — Дональд Эдвард Грэм (1945), Уильям Уэлш Грэм (1948—2017) и Стивен Мейер Грэм (1952).

## Руководство«The Washington Post»
В 1946 году её отец передал пост главного редактора газеты супругу Кэтрин — Филиппу Грэму, а сам занял пост главы Всемирного банка. Однако через год оставил эту должность и вернулся к управлению изданием, которым руководил до своей смерти в 1959 году. После его смерти газету вновь возглавил Филипп Грэм, который значительно возвысил компанию покупкой нескольких телевизионных каналов и еженедельника «Newsweek».

### Социальная жизнь и политика
Грэмы были важными членами социальной сцены в Вашингтоне; их друзьями были Джон Кеннеди и Жаклин Кеннеди, Роберт Кеннеди, Линдон Джонсон, Роберт Макнамара, Генри Киссинджер, Рональд Рейган и Нэнси Рейган и многие другие.
Кэтрин Грэм также имела длительную дружбу с Уорреном Бафетом, чья компания Berkshire Hathaway владела значительным пакетом акций в The Washington Post.

### Болезнь и смерть Филиппа Грэма
В течение всего брака с Кэтрин Филипп Грэм боролся с алкоголизмом и психическими заболеваниями. У него были перепады настроения, и он часто оскорблял её В канун Рождества 1962 года Кэтрин узнала, что её муж имеет роман с Робин Вебб, австралийской журналисткой, писавшей для еженедельника Newsweek. Филипп заявил, что расстанется с Кэтрин ради Робин, также он намеревался ходатайствовать о разделе активов семьи.
На газетной конференции в Финиксе, штат Аризона, у Филиппа случился нервный срыв. Ему сделали инъекцию успокоительного, вернули назад в Вашингтон и поместили в психиатрическую клинику Честнат-Лодж. 3 августа 1963 года он покончил жизнь самоубийством, застрелившись (один из сыновей позже поступил так же). Кэтрин Грэм больше никогда не выходила замуж.

### РуководствоThe Washington Post
После смерти супруга Кэтрин Грэм взяла на себя управление компанией The Washington Post. Она занимала пост президента и являлась фактическим главным редактором газеты с сентября 1963 года. С 1969 по 1979 год она официально занимала должность главного редактора, а с 1973 по 1991 — председателя правления. В 1972 году она стала первой женщиной-CEO, включенной в Fortune 500 как CEO компании Washington Post.
Позже Грэм наняла Бенджамина Брэдли в качестве редактора и использовала финансовые советы Уоррена Баффета; он стал главным акционером и кем-то вроде серого кардинала компании.

### Уотергейт
Грэм возглавляла газету The Washington Post в решающий момент её истории. Пост сыграла ключевую роль в разоблачении Уотергейта, который в конце концов привел к отставке президента Ричарда Никсона.

### Иран — контрас
В ноябре 1988 года, в середине расследования дела Иран-контрас, Грэм сказала в речи старшим сотрудникам ЦРУ: «Мы живем в грязном и опасном мире. Есть некоторые вещи, которые общественности не нужно знать и которые она не должна знать. Я уверена, что демократия процветает тогда, когда правительство может предпринять законные шаги, чтобы сохранить свои тайны, и когда пресса может решать, печатать ли то, что она знает».

## Другие достижения и признание
Грэм имела прочные связи с семьей Рокфеллеров, была членом Совета Рокфеллеровского университета, также была близким другом Музея современного искусства Нью-Йорка, где была удостоена премии Дэвида Рокфеллера.
В 1979 году Дебора Дэвис опубликовала книгу о Грэм под названием «Кэтрин Великая».
В 1987 году Грэм получила награду имени Уолтера Кронкайта за достижения в журналистике.
В 1988 году Грэм была избрана членом Американской академии искусств и наук.
Грэм опубликовала свои воспоминания «Личная история» в 1997 году. Книга получила высокую оценку за честное описание психической болезни Филиппа Грэма и восторженные отзывы за описание его жизни, а также того, как изменились роли женщин в течение времени. Книга получила Пулитцеровскую премию 1998 года.
В 1997 году она получила медаль Свободы.
В 2000 году Грэм была названа одной из 50 мировых героев Института свободы прессы за последние 50 лет.
В 2002 году, посмертно, Джордж Буш наградил Грэм Президентской медалью Свободы .
В 2002 году Грэм была введена в Национальный зал славы женщин.
В 2017 году Мерил Стрип исполнила роль Кэтрин Грэм в фильме Стивена Спилберга «Секретное досье». За эту работу Стрип была номинирована на премию «Оскар» за лучшую женскую роль (среди прочих наград).

## Смерть
14 июля 2001 года Грэм упала и ударилась головой при падении во время посещения города Сан-Валли, штат Айдахо. Она умерла через три дня. Церемония прощания состоялась в Вашингтонском национальном соборе. Грэм похоронена на историческом кладбище Оак Хилл, через дорогу от своего бывшего дома в Джорджтауне.